# Magazine (banda britânica)
Magazine é uma banda britânica de rock, formada em Manchester, Inglaterra, pelo cantor Howard Devoto e pelo guitarrista John McGeoch. Eles foram um dos pioneiros do gênero pós-punk. Seu primeiro álbum Real Life foi lançado com aclamação da crítica no início de 1978. Em 1980, John McGeoch deixou a banda para se tornar o guitarrista do Siouxsie and the Banshees. 
Após o lançamento de um quarto álbum, a banda encerrou as atividades em 1981, retornando em 2009.

## Biografia
A banda foi formada por Howard Devoto após sua saída dos Buzzcocks em 1976. Em abril de 1977 ele conheceu o guitarrista John McGeoch e eles começaram a escrever as músicas que viriam a ser o primeiro material da banda. Eles recrutaram Barry Adamson, Bob Dickinson e Martin Jackson para formar o primeiro line-up da banda, que assinou com a Virgin Records. Bob Dickinson deixou a banda pouco depois do lançamento do single "Shot By Both Sides" e foi substituído por Dave Formula. "Shot By Both Sides" alcançou o top 50 na lista de singles da Inglaterra.
Após a turnê de promoção do primeiro álbum, Real Life, Martin Jackson saiu da banda e foi substituído por Paul Spencer, e depois John Doyle. Em 1979 o segundo álbum, Secondhand Daylight foi lançado. Devoto deixou a banda em 1981, e depois de uma rápida carreira solo e dois álbuns com a banda Luxuria, ele desistiu da carreira musical e se tornou um arquivista de fotos.

## Discografia
- Real Life - 1978
- Secondhand Daylight - 1979
- The Correct Use of Soap - 1980
- Magic, Murder and the Weather - 1981
- No Thyself - 2011